# 天川みるく
天川 みるく（あまかわ みるく、2月17日 - ）は、日本の女性声優。主にアダルトゲームに声をあてている。埼玉県出身、同県在住。

## 経歴
- 学生時代からイラストを描くことを趣味とし[3]、漫画やアニメ作品に親しみを持っていた[4]。
- その後、一般向けPCゲームの声優募集を行っていたウェブサイトを目にし、演技経験が皆無であったにもかかわらず応募した結果、最終選考まで残ったことが声優を目指すきっかけとなる[4]。
- 声優になるための専門学校・養成所に通った経験はなく、劇団や事務所に所属して演技を学んでいた[2]。現在[いつから?]はフリーとして活動[2]。
- 妹のような年少のキャラクターから人妻まで、幅広い役を演じ分ける[5]。
- 息づかいを用いることにより、それぞれの場面に応じた臨場感を表現することが得意[5]。
- 天川によると、声優業においては自分とは全く異なった性格のキャラクターを演じられることに喜びを感じているという[6]。

## 出演作品

### アダルトゲーム（商業）

#### 2006年
- 遥かに仰ぎ、麗しの（リーダ）[7]

#### 2009年
- 花と乙女に祝福を（宇佐美 沙枝）[8]
- しろくまベルスターズ♪（更科 つぐみ）[9]

#### 2011年
- ろーるぷれいんぐがーる（ユウリ＝クレイバーン）[10]

#### 2013年
- 教えて先生♥オトコの娘学園　〜イチャラブ!男の娘トライアングル〜（日向　薫）[11]
- ひなたのつき（コノミ）[12]

#### 2014年
- ママー★きゃんぷ（大村　由佳）[13]
- 愛欲MAD催眠（宮代　亜由美）[14]
- 催眠術Re（サブキャラ）
- セイカツ！〜みんな大好き！極めて、えろラボ！〜（瑞樹　玲奈）[15]
- 妹欲MAD催眠（宮代　亜由美）[16]
- TRYSETMAD 催眠シリーズ＆Final season「バッドENDを救え！」（宮代　亜由美）[17]
- わがままついんえんじぇるず〜おにいちゃん攻略作戦〜（柚木　鈴音）[18]
- 俺の弟がこんなにk(ry（小山　由紀）[19]

#### 2015年
- ママー★きゃんぷ ぷらすっ!
- 巨乳deキャンプ　〜俺のテントは準備完了！　美人母娘とｆｉｒｅ！〜（早見　綾苺）[20]
- 兄嫁とその母 ～居候していた兄の家に嫁の母が転がり込んできた結果www～（夏樹 絵里子）

#### 2016年
- 巨乳温泉子作りの湯 ～山の中の秘湯で出会ったのは美人母娘でした～（山科 夏江）
- 巨乳食堂孕み定食 ～俺だけの裏メニュー!?～（水凪 萌乃）
- ムスコがお世話になりまして ～未亡人管理人さんと母さんと～（佐菅谷 春菜）
- ムスコがお世話になりまして ～未亡人管理人さんと母さんと～（佐菅谷 春菜）

#### 2017年
- ムスコがお世話になりまして ～未亡人管理人さんと母さんと～（綾瀬川 織姫）
- 二人の兄嫁 ～魅力的な兄嫁達と同居することになった日々の顛末～（霧島 菫）
- 巨乳温泉郷・子宝の湯 ～伝説の秘湯で出会ったのは美人母娘でした～（山科 夏江）

#### 2018年
- 今夜のお妻味 ～息子達の嫁は蜜の味～（小鳥遊 玲奈）
- それイケ! ちんぽーたー! ～神出鬼没な俺のアレ～（花塚 舞衣）

#### 2022年
- 欲負け巨乳妻 ～牝穴は裏取引で捧げられた貢物～（青山 真子）
- 人妻学園 〜営み指導で調教ッ!? ハメ堕ちする清純妻〜（里中 日菜）
- やらせてっ! ティーチャー リターンズ（星野 みはる）

#### 2023年
- ハーレム×楽園 - Harem × Shangri-La -（東ヶ崎 春姫）

### アダルトゲーム（同人）

#### 2007年
- Sweet rooM（詩央梨）[21]

#### 2008年
- 精液大量注入!〜オレの子種は媚薬入り〜（冴子）[22]
- ヤりすぎ!?セクハラナース（篠原 水紗希）[23]
- ふぁみりあ - Fami:Liar? -（鷺乃宮　ゆうな）

#### 2009年
- はじめてのおかあさん（早坂　千和）
- ふたば☆ちゃんねる2（今村　碧）

#### 2010年
- ふたば☆ちゃんねる2.5（今村　碧）
- 性癖操作〜こんなコト、大ッ嫌いなはずなのに…!〜（真白 早苗）[24]
- ついみこ 〜ツイてる巫女さんは男の子!?〜（ナギ）
- 戦国の黒百合〜ふたなり姫と隷属の少女〜（少女）

#### 2011年
- 精液大量注入!5〜オレの高飛車な美少女ご主人様がこんなに盛大にアヘるわけがない!?〜（榊原 志摩子）[25]
- やりすぎコゾー（浜田）
- 惡代官（たま）
- ふたば☆ちゃんねる3（今村　碧）
- ふたば☆ちゃんねる3.5（今村　碧）

#### 2012年
- 人妻の穴〜あの子はここから生まれてきたのよ〜（樋口 玲子）[26]
- 戦国の黒百合〜ふたなり姫と敵国の姫君〜（侍女）
- カルツの魔導城タクティクス（ユミル）
- 真!凌辱バトル・ロワイヤル（イータ）[27]

#### 2013年
- 賢者クエスト〜なんちゃって賢者奮闘記〜（賢者）
- ドラゴンポンジャラ（ターニア）
- 精液王（ザーメンキング）！〜アーサー王も円卓騎士も魔女も、俺の性剣で痙攣即イキ！〜（モルガン　ユーウェイン　ケイ　ペリノア）[28]

#### 2014年
- 盗撮ファンタジア 〜覗き見マニアの俺が王になるまで〜（エレノア　ミランダ）[29]
- カンダタ物語1＆2（女武闘家）
- いつでも性交！？　アイドル学園！（金城　千香　日向　鈴）[30]
- 俺の催眠ファンタジア　〜エロ催眠で戦女神から魔王までハメ放題！！〜（レスティーナ　？？？）[31]

#### 2015年
- もん娘ふぇすた（マコ、ベタ子、マタ子）
- もう許してッ! 射精管理お姉さん（綾崎 涼子）
- バトルコロッセオ ～金・オンナ、勝てばすべて俺のモノ!～（メイ・ウィン、アメリア・メビウス）
- マジカルチェンジアリス（セシリア）
- 俺の恩師は糞ビッチ（谷田 明香里）
- 男湯に入ってきた女の子をどうするか3（あかり）
- アダルトDVDコーナーを見てたろりっ娘にイタズラ（大空 ひかる）
- 放課後イノセント ～僕と彼女のいけない課外授業～（椎名 茉優）
- レーナ姫の精剣伝説（謎の淫魔）
- 目が覚めたら精液が100倍溜まる体になっていた→大量注入!（森宮 京子）
- 淫魔がイクッ!! ～発情期淫魔の楽園計画～（淫魔、長女）
- 援サポJK ～黒ギャルビッチのピチマンに大量射精～（紗弥香）

#### 2016年
- 犯されヒーロー ～みんながボクの精液を狙ってる…!?～（リゼスネア、ESTY、M9）
- ツナガルドリーム（ナツキ、ツバキ）
- カンダタ物語3（武道家）

#### 2017年
- すじもんクエスト ～カチコミ!!～
- 異世界で、今度こそヤリまくり人生を!（ヴィヴィ、ルナ・ヴァジュラ）
- 戦国の黒百合 ～ふたなり姫と忍ぶ少女達～（葛の母、少女二）
- 好きなだけ種付けセックスして、みんなに喜ばれる世界!!（篠田 花絵）
- ビッチ魔女のアトリエ（エルネス）

#### 2018年
- 亡命王女は肉食系!（新嘗 倫）

#### 2019年
- TS魔法少女なお!2nd!!（道明寺 小鉄、アーティ・レイン）

#### 2020年
- TS魔法少女なお!2nd!!VDA.2（道明寺 小鉄）

### 一般作品（商業）

#### 2010年
- 花と乙女に祝福を〜春風の贈り物〜（宇佐美 沙枝）

#### 2011年
- 花と乙女に祝福を -春風の贈り物- portable（宇佐美 沙枝）

#### 2012年
- しろくまベルスターズ♪ ハッピーホリデーズ!（更科 つぐみ）